# جورج بايرون كوري
جورج بايرون كوري (بالإنجليزية: George Byron Currey)‏ هو محامي أمريكي، ولد في 4 أبريل 1833، وتوفي في 6 مارس 1906.